# Kärnfria vindruvor

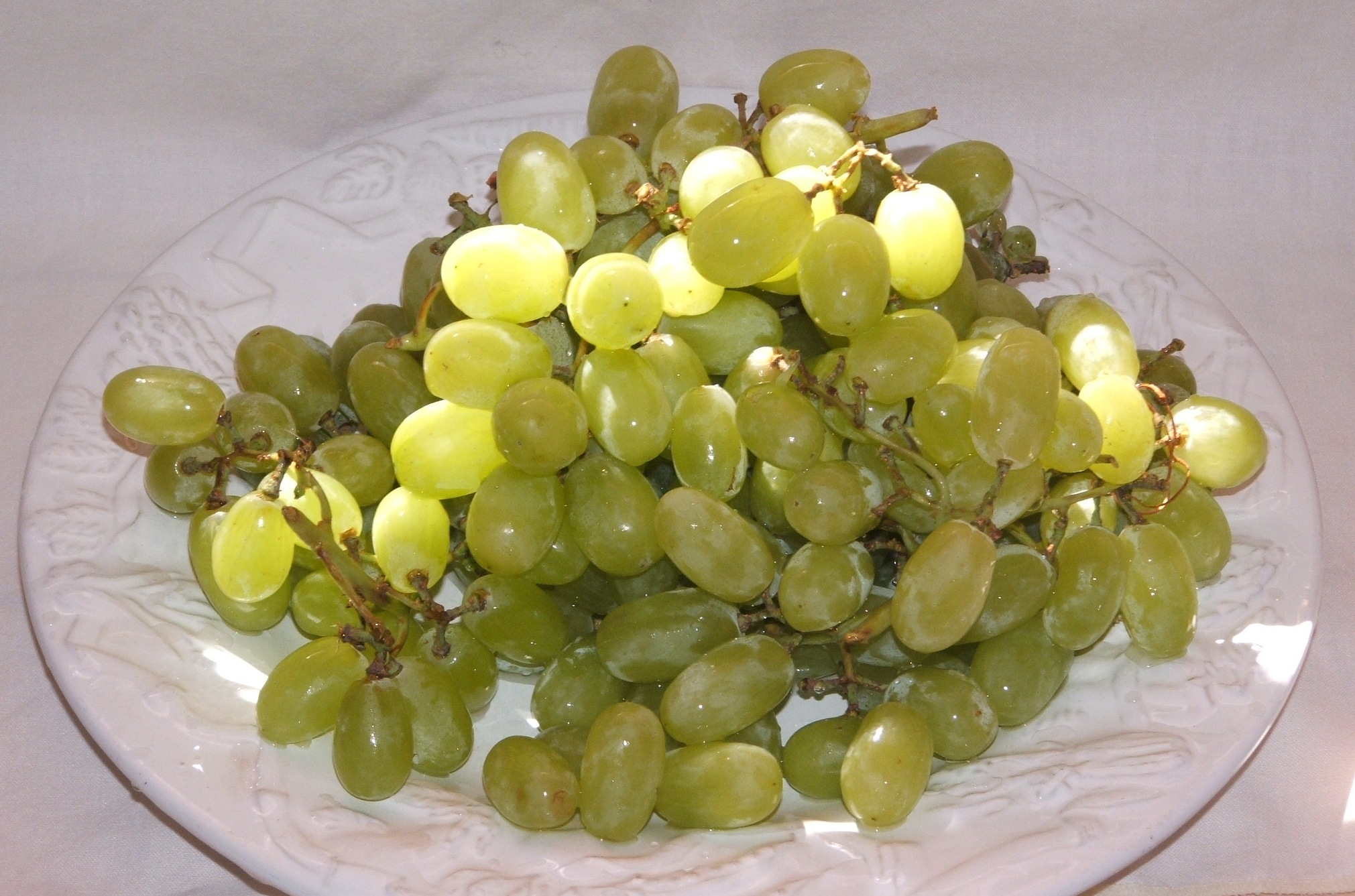
Sultanadruvor (även kända som Thompson seedless)

Kärnfria vindruvor är vindruvor utan kärnor, i huvudsak avsedda som bordsdruvor och för russintillverkning.
I de ”kärnfria” druvorna finns små, mjuka frön inuti. Fröna är i själva verket embryon, men i dessa druvor slutar embryot att växa innan det är färdigutvecklat. Detta kan ske naturligt men det är även möjligt att påverka skeendet.
Ett sätt att få druvan att växa utan kärnor är genom att pollinera den med pollen som inte är helt kompatibla. Även om befruktning äger rum saknas särskilda celler som behövs för att producera den nya kärnan och utvecklingen stannar då upp efter en kort tid. Trots det fortsätter frukten runtom kärnorna att utvecklas och växa.
Plantan kan också luras genom att tro att en befruktning ägt rum – den sprejas då med ett hormon, gibberellinsyra. Denna syra produceras normalt av kärnorna för att frukten ska utvecklas, så genom att spreja plantan med hormonet kan den växa utan ett behov av kärnor. 
För att skapa stora, goda vindruvor placerar odlarna en ström av ånga runt plantan för att döda de celler som transporterar socker och hormoner ned från plantans topp till rot. Detta leder till att det byggs upp ett stort lager av socker och hormoner på toppen av plantan som inte har någonstans att ta vägen än in i frukten.